# Resistenza fiscale
(Henry David Thoreau, Disobbedienza civile)
(Mahatma Gandhi)
La resistenza fiscale, protesta fiscale o sciopero fiscale è un gesto di ribellione consistente nel rifiuto di pagare le tasse allo Stato. Tale gesto è spesso dovuto ad una forte opposizione a determinate politiche del governo, sia da un punto di vista civile che economico, oppure un'opposizione allo Stato in quanto istituzione in sé (gesto spesso attuato da movimenti anarchici). Molti resistenti fiscali storici sono stati dei pacifisti, oppure particolari movimenti religiosi, come i quaccheri.
Questa "tecnica" è stata spesso usata anche da movimenti e personaggi nonviolenti, come ad esempio Mahatma Gandhi e Martin Luther King.

## Storia
Il primo caso riconosciuto di resistenza fiscale avvenne nel I secolo a.C., quando degli zeloti residenti in Giudea si rifiutarono di pagare le tasse imposte dall'Impero romano. I fomentatori di questa protesta fiscale vennero torturati ed uccisi, come testimoniato dalla stessa Bibbia.

### Guerra civile inglese
Tra il 1646 e il 1648 i cittadini di Londra si rifiutarono di pagare le tasse per opporsi all'occupazione del New Model Army.

### Rivoluzione americana
La protesta fiscale forse più famosa della storia è quella che causò lo scoppio della rivoluzione americana e la successiva nascita degli Stati Uniti d'America. I coloni si rifiutarono in ogni modo di pagare le tasse alla Gran Bretagna (vedi Boston Tea Party). Proprio durante queste proteste nacque il celeberrimo motto No Taxation Without Representation.
Molte proteste fiscali continuarono anche ad indipendenza ottenuta. Per esempio, nel 1781 nello Stato del Connecticut erano previste entrate tributarie per 288233 $, ma, a causa della resistenza fiscale, le entrate furono solamente 40000 $.

### Rivoluzione francese
Durante la rivoluzione francese vi fu una diffusa protesta fiscale, sia nei confronti della monarchia che del governo ad essa succeduto.

### Protesta contro Carlo X di Francia
Quando Carlo X di Francia, nel 1829, aumentò le imposte aggirando il Parlamento, i liberali francesi (tra i quali Frédéric Bastiat) organizzarono la cosiddetta Breton Association, attraverso la quale praticarono e pubblicizzarono la resistenza fiscale in tutta Francia, soprattutto a Parigi.

### Protesta contro la guerra messico-statunitense
Una delle resistenze fiscali più famose fu quella compiuta dal famoso filosofo statunitense Henry David Thoreau che, nel 1846, si rifiutò di pagare le tasse come protesta nei confronti del Fugitive Slave Law e della guerra messico-statunitense.

### Prima guerra mondiale
Durante la prima guerra mondiale in tutte le nazioni partecipanti, e in special modo negli Stati Uniti, ci fu un forte sentimento contrario alla guerra, tale da portare molti ad evadere le tasse per non finanziare le spese belliche.

### Samoa americane
Nel 1927, il Committee of the Samoan League organizzò una resistenza fiscale di massa per protestare contro la colonizzazione statunitense delle isole Samoa.

### Indipendenza indiana
La campagna del Mahatma Gandhi per l'indipendenza dell'India ebbe uno dei suoi punti chiavi in una protesta fiscale nei confronti degli occupanti britannici. Tale resistenza ebbe il suo culmine nel 1930, con la famosa marcia attraverso l'India di Gandhi.

### Grande depressione
Durante tutti gli anni trenta, negli Stati Uniti, si formarono varie associazioni di contribuenti aventi come scopo la protesta fiscale nei confronti delle elevate tasse imposte sulla proprietà. La più famosa di queste associazioni fu l'Association of Real Estate Taxpayers.

### Seconda guerra mondiale
Un po' come successe per la prima, anche durante la seconda guerra mondiale ci fu una diffusa protesta fiscale scaturita dalla contrarietà per la guerra in atto. In particolar modo tale protesta venne molto attuata dai cosiddetti cristiani anarchici.

### Guerra del Vietnam
Negli inizi del 1968, 448 editori e giornalisti scrissero una lettera sul New York Post dove esprimevano il loro aperto dissenso alla guerra in Vietnam e annunciavano la loro protesta fiscale.
Nel 1970 cinque docenti della Harvard University e nove membri del Massachusetts Institute of Technology, tra i quali i Nobel Salvador Luria e George Wald, annunciarono la loro protesta fiscale.
Nel 1972 fu invece il senatore democratico Philip Hart ad iniziare uno sciopero fiscale contro la guerra vietnamita.

### Beit Sahour
Tra il 1988 e il 1989, durante la prima Intifada, i palestinesi della città di Beit Sahour fecero una protesta fiscale nei confronti di Israele. Il risultato di tale protesta fu un assedio che durò per 45 giorni.

## Argomenti pro resistenza fiscale
I resistenti fiscali hanno utilizzato diversi argomenti a favore della propria lotta, tra i quali:
- Il governo esercita un'oppressione fiscale tale da rendere schiavi i contribuenti.
- Il governo attua politiche ritenute immorali, se non criminali, come guerre o pena di morte.
- Il governo non è legittimato.
- Il governo attua un regime di corruzione e malaffare.
- Il governo è inefficiente e malfunzionante.
- Contrarietà verso la natura coercitiva dello Stato.
- Mancanza di rappresentanza (no taxation without representation).

## Argomenti contro la resistenza fiscale
Alcuni argomenti contrari alla protesta fiscale utilizzati nel linguaggio comune sono:
- In una democrazia ognuno deve contribuire al bene della collettività.
- Il governo, perdendo le entrate dei resistenti, sarà costretto ad aumentare le tasse a chi le paga.
- Chi evade usufruisce comunque dei servizi dello Stato.
- La resistenza fiscale porta risultati differenti ai fini della protesta.